# Östflorida
Östflorida var en brittisk besittning från 1763 till 1783, och en spansk besittning från 1783 till 1822. Östflorida skapades av britterna 1763. Huvudstad var St. Augustine, som tidigare varit huvudstad i Spanska Florida.

### Fotnoter
1. ↑  ”Florida” (på engelska). World Statesmen. http://www.worldstatesmen.org/US_states_F-K.html#Florida. Läst 8 november 2015.